# Oakland Athletics
Az Oakland Athletics egy amerikai baseballcsapat, székhelye Oakland (Kalifornia). A Major League Baseballban, a Amerikai Liga nyugati ágában játszanak. A csapatot "A's"-ként, vagyis "A"-k-ként is szokták nevezni.

## Történet

### Philadelphia (1901–1954)

#### Alapítás
A klub 1893-tól Indianapolis Indians néven szerepelt a Western League-ben, ami akkor másodosztályú liga (minor league) volt. Az 1900-as évad után a liga megváltoztatta a nevét Amerikai Ligára és első osztályúnak (major league) kiáltotta ki magát. 1901-ben a liga elnöke Indianapolis város klubjogát átadta Philadelphiának és ott klubot szervezett. Sikerült befektetőket találnia és játékosokat toborozni a rivális Nemzeti Ligából. Az új csapat a Philadelphia Athletics nevet kapta és egyike lett az Amerikai Liga alapító tagjainak.

## Döntőbeli szereplések
| Év   | Alapszakasz eredmény | Döntőbeli eredmények                                                                    |
| ---- | -------------------- | --------------------------------------------------------------------------------------- |
| 1902 | 83-53                | Amerikai Liga győztes.                                                                  |
| 1905 | 92-56                | Amerikai Liga győztes. A World Series-ben kikapott a New York Giants-től 1-4-re.        |
| 1910 | 102-48               | World Series győztes. A döntőben a Chicago Cubs-ot verte meg 4-1-re.                    |
| 1911 | 101-50               | World Series győztes. A döntőben a New York Giants-et verte meg 4-2-re.                 |
| 1913 | 96-57                | World Series győztes. A döntőben a New York Giants-et verte meg 4-1-re.                 |
| 1914 | 99-53                | Amerikai Liga győztes. A World Series-ben kikapott a Boston Braves-től 0-4-re.          |
| 1929 | 104-46               | World Series győztes. A döntőben a Chicago Cubs-ot verte meg 4-1-re.                    |
| 1930 | 102-52               | World Series győztes. A döntőben a St. Louis Cardinals-t verte meg 4-2-re.              |
| 1931 | 107-45               | Amerikai Liga győztes. A World Series-ben kikapott a St. Louis Cardinals-tól 3-4-re.    |
| 1971 | 101-60               | Amerikai Liga győztes. A World Series-ben kikapott a Baltimore Orioles-tól 0-3-ra.      |
| 1972 | 93-62                | World Series győztes. A döntőben a Cincinnati Reds-et verte meg 4-3-ra.                 |
| 1973 | 94-68                | World Series győztes. A döntőben a New York Mets-et verte meg 4-3-ra.                   |
| 1974 | 90-72                | World Series győztes. A döntőben a Los Angeles Dodgers-et verte meg 4-1-re.             |
| 1975 | 98-64                | Amerikai Liga második. A Boston Red Sox-tól kapott ki 0-3-ra.                           |
| 1981 | 64-45                | Amerikai Liga győztes. A World Series-ben kikapott a New York Yankees-től 0-3-ra.       |
| 1988 | 104-58               | Amerikai Liga győztes. A World Series-ben kikapott a Los Angeles Dodgers-től 1-4-re.    |
| 1989 | 99-63                | World Series győztes. A döntőben a San Francisco Giants-et verte meg 4-0-ra.            |
| 1990 | 103-59               | Amerikai Liga győztes. A World Series-ben kikapott a Cincinnati Reds-től 0-4-re.        |
| 1992 | 96-66                | Amerikai Liga második. A Toronto Blue Jays-től kapott ki 2-4-re.                        |
| 2000 | 91-70                | Amerikai Liga második. A New York Yankees-től kapott ki 2-3-ra.                         |
| 2001 | 102-60               | Wildcard helyen bejutott a Division Series-be. Kikapott a New York Yankees-től, 2-3-ra. |
| 2002 | 103-59               | Bejutott a Division Series-be. Kikapott a Minnesota Twins-től, 2-3-ra.                  |
| 2003 | 96-66                | Bejutott a Division Series-be. Kikapott a Boston Red Sox-tól, 2-3-ra.                   |
| 2006 | 93-69                | Amerikai Liga második. Kikapott a Detroit Tigers-től, 0-4-re.                           |

## Csapatjelképek
- Név: Az Athletics név az 1860-ban alakult "Athletic Club of Philadelphia"-ból (Philadelphiai Sport Klub) nevéből származik. A klub 1876-ban belépett a Nemzeti Ligába, de egy év múlva kizárták. 1882–1891-ig az American Association ligában játszottak. Az Athletics-et szabályosan "atletiksz"-nek kell ejteni, de Connie Mack – aki a csapat vezetője volt hosszú időn át – régiesen "atöletiksz"-nek mondta. Akkoriban az újságírók gyakran "Mackmen" néven hivatkoztak a csapatra, így tisztelegve a legendás menedzser előtt. Az "A's" becenevet sokáig csak becenévként használták, de 1970-80-ig a csapat hivatalos neve is volt, így az "A's" me ismét becenévként használatos.
- Mez: 1954-ig sem az Athletics, sem a Philadelphia felirat, sőt még "P" betű sem szerepelt a mezen. Az ingen és a sapkán is csak egy "A" betű volt látható. Amikor Kansas City-be költöztek, az idegenbeli mezükön megjelent a “Kansas City” felirat, a sapkán pedig egymásba fonódó "K" és "C" betű. 1968-tól, amikor Oakland-be került a csapat a sapkára visszakerült az “A” betű, de a 70-es évektől kiegészült "aposztróf-S"-sel és így kialakult a ma is használt "A's" embléma. Ma az hazai mez ingén "Athletics" felirat van, a sapka zöld, arany ellenzővel, fehér felirattal. Az idegenbeli mez ingjén "Oakland" felirat van, a sapka teljesen zöld, fehér felirattal. Az Athletics az egyetlen Major League csapat, akik a hagyomány miatt fehér stoplikat viselnek.
- Csapatszínek: Zöld, arany és fehér
  - Korábbi csapatszínek: Kék és fehér: 1901–04, 1909–49, 1951–53, 1961; Kék, vörös és fehér: 1905–08, 1954–60, 1962; Kék, arany és fehér: 1950.
- Embléma: "A's", régies betűtípussal. A csapat az elefánt emblémát is használja.
- Csapatmottó: "A's. A different brand of baseball" ("A"-k. Egy más fajta baseball)
- Kabalafigura: "Stomper" – Elefánt, 00-s mezben.

## Athletics játékosok a Baseball Hírességek Csarnokában
Legalább részben a Athletics-nél nyújtott teljesítményük alapján beválasztott játékosok:
| - Frank "Home Run" Baker (Philadelphia 1908–1914) - Charles "Chief" Bender (Philadelphia 1903–1914) - Mickey Cochrane (Philadelphia 1925–1933) - Eddie Collins (Philadelphia 1906–1914, 1927–1930) - Dennis Eckersley (Oakland 1987–1995) - Rollie Fingers (Oakland 1968–1976) - Jimmie Foxx (Philadelphia 1925–1935) - Lefty Grove (Philadelphia 1925–1933) |  | - "Catfish" Hunter (Kansas City 1965–1967, Oakland 1968–1974) - Reggie Jackson (Kansas City 1967, Oakland 1968–1975 and 1987) - Nap Lajoie (Philadelphia 1901–1902, 1915–1916) - Connie Mack (Philadelphia 1901–1950) - Eddie Plank (Philadelphia 1901–1914) - Al Simmons (Philadelphia 1924–1932, 1940–1941, 1944) - Rube Waddell (Philadelphia 1902–1907) |

Más sportolók a hírességek csarnokából, akik kapcsolatban álltak a Athletics-szel.
| - Orlando Cepeda (Oakland 1972) - Ty Cobb (Philadelphia 1927–1928) - Jimmy Collins (Philadelphia 1907–1908) - Stan Coveleski (Philadelphia 1912) - Elmer Flick (Philadelphia 1902) - Nellie Fox (Philadelphia 1947–1949) - Waite Hoyt (Philadelphia 1931) - George Kell (Philadelphia 1943–1946) - Willie McCovey (Oakland 1976) |  | - Joe Morgan (Oakland 1984) - Satchel Paige (Kansas City 1965) - Herb Pennock (Philadelphia 1912–1915) - Enos Slaughter (Kansas City 1955–1956) - Tris Speaker (Philadelphia 1928) - Don Sutton (Oakland 1985) - Zack Wheat (Philadelphia 1927) - Billy Williams (Oakland 1975–1976) |

|}

## Visszavont mezszámok
- 9 Reggie Jackson, outfielder, Kansas City 1967, Oakland, 1968–1975, 1987
- 27 Catfish Hunter, dobó (pitcher), Kansas City 1965–1967, Oakland, 1968–1974
- 34 Rollie Fingers, dobó, Oakland, 1968–1976
- 42 Jackie Robinson, a teljes Major League-ből visszavonták
- 43 Dennis Eckersley, dobó, Oakland, 1987–1995
- Walter Haas, csapattulajdonos, 1980–1995 (Feljegyezték a visszavont mezszámok falán. "A's" embléma van a szám helyén)

## Érdekességek
- A csapat a tavaszi edzőtáborozást Phoenix-ben (Arizona), a Phoenix Municipal Stadionban tartja.

## Külső hivatkozások
- Hivatalos honlap Archiválva 2015. március 2-i dátummal a Wayback Machine-ben
- Philadelphia Athletics Történeti Társaság
- Oakland Athletics statisztikák
- Sports E-Cyclopedia
- Athletics Nation: Oakland A's blog
- Oakball Fórum